# Edosa nestoria
Edosa nestoria är en fjärilsart som beskrevs av Edward Meyrick 1910. Edosa nestoria ingår i släktet Edosa och familjen äkta malar. Inga underarter finns listade i Catalogue of Life.